# زاك فيلي
زاك فيلي (بالإنجليزية: Zach Ville)‏ هو لاعب كرة قدم أمريكية أمريكي، ولد في 24 أبريل 1982.

## وصلات خارجية
- زاك فيلي على موقع JustSportsStats.com (الإنجليزية)